# Departamentul Cuscatlán
Departamentul Cuscatlán  este una dintre cele 14 unități administrativ-teritoriale de gradul I  ale statului  El Salvador. La recensământul din 2007 avea o populație de 231.480 locuitori. Reședința sa este orașul Cojutepeque. A fost fondat în 1835. Culturi de cereale, trestie de zahăr și cafea.